# Joe Fanchin
Joe Fanchin (né le 25 juillet 1987) est un archer américain. Il est sacré à une reprise champion du monde de tir à l'arc.

## Biographie
Joe Fanchin fait ses débuts au tir à l'arc en 1995. Ses premières compétitions internationales ont lieu en 2010. En 2013, il remporte les épreuves de tir à l'arc classique par équipe homme lors des championnats du monde.

## Palmarès
- Championnats du monde[1]
  -  Médaille d'or à l'épreuve par équipe homme aux championnats du monde 2013 à Antalya (avec Brady Ellison et Jake Kaminski).

- Coupe du monde[1]
  -  Médaille d'or à l'épreuve par équipe homme à la coupe du monde 2011 de Porec.
  -  Médaille de bronze à l'épreuve par équipe homme à la coupe du monde 2011 de Antalya.
  -  Médaille de bronze à l'épreuve individuel homme à la coupe du monde 2011 de Ogden.
  -  Médaille d'or à l'épreuve par équipe homme à la coupe du monde 2011 de Ogden.
  -  Médaille d'or à l'épreuve individuel homme à la coupe du monde 2011 de Shanghai.
  -  Médaille d'or à l'épreuve par équipe homme à la coupe du monde 2011 de Shanghai.
  -  Médaille d'or à l'épreuve par équipe homme à la coupe du monde 2012 de Shanghai.
  -  Médaille de bronze à l'épreuve par équipe homme à la coupe du monde 2013 de Medellín.
  -  Médaille d'argent à l'épreuve par équipe homme à la coupe du monde 2013 de Wrocław.